# Bellona (Zeitschrift)

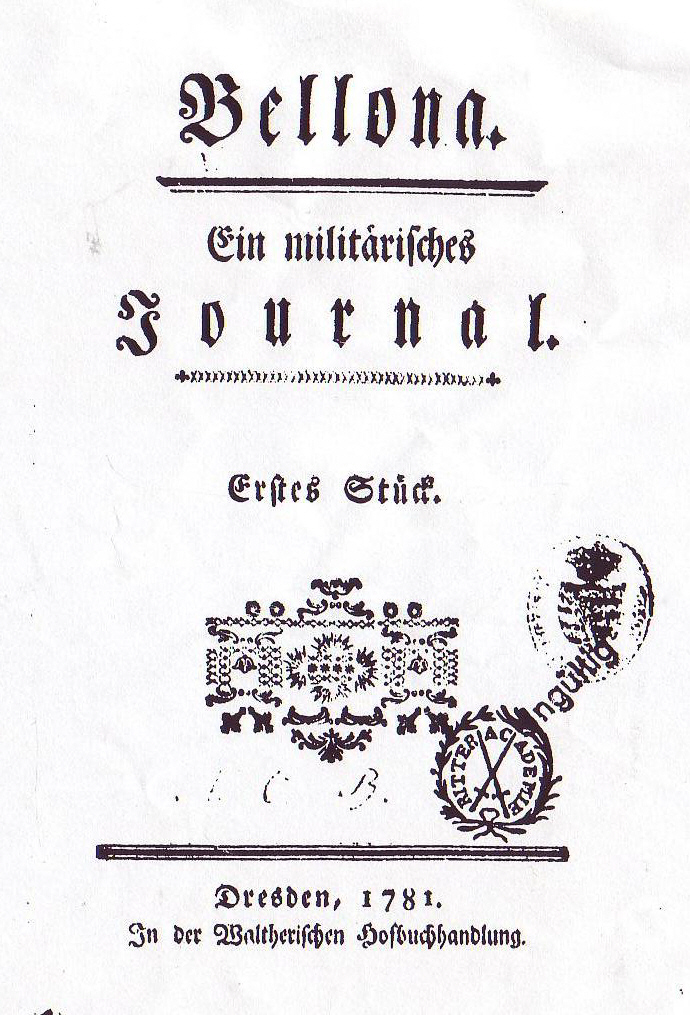
Titelblatt der ersten Ausgabe der Bellona aus dem Jahre 1781

Die Bellona – ein militärisches Journal war eine militärische Fachzeitschrift. Zwischen 1781 und 1787 erschienen 20 Ausgaben, die in der Hofbuchhandlung Walthers in Dresden verlegt wurden. Herausgeber war eine Gruppe sächsischer Offiziere unter der Leitung von Carl von Seidl. Die Zeitschrift wurde nach der römischen Kriegsgöttin Bellona benannt.
Die Zeitschrift hatte nach eigenem Bekunden den Anspruch Abhandlungen aus allen Bereichen der Kriegskunst sowie Beiträge zur Kriegsgeschichte zu publizieren. Außerdem sollte das Journal Übersetzungen und Auszüge ausländischer Militärliteratur veröffentlichen. Weitere thematische Schwerpunkte waren außerordentliche Handlungen im Kriege, Gedichte, neue Erfindungen und die Förderung des wissenschaftlichen Diskurs durch die Veröffentlichung von Streitschriften.
Auch wenn die Zeitschrift nicht allen Ansprüchen gerecht werden konnte, war ihr Programm sehr wissenschaftlich orientiert und zur damaligen Zeit modern angelegt. Besonders wertvoll sind noch heute die enthaltenen Beiträge zur Geschichte des Siebenjährigen Krieges (1756–1763). Nachdem das Journal 1787 aus unbekannten Gründen eingestellt worden war, kam es 1801 zur Gründung der Zeitschrift Neue Bellona.